# Macrotus waterhousii
Macrotus waterhousii — вид родини листконосові (Phyllostomidae), ссавець ряду лиликоподібні (Vespertilioniformes, seu Chiroptera).

## Середовище проживання та екологія
Країни поширення: Багамські острови, Беліз, Кайманові острови, Куба, Домініканська Республіка, Гватемала, Гаїті, Ямайка, Мексика. Живе від низовин до 1400 м. Цей вид зустрічається в посушливих районах, рідше вічнозелених лісах низовин. Лаштує сідала у великих печерах і гірських виробках, час від часу в будівлях, групами від 1 до 500. Активність починається з 1 по 2 години після заходу сонця. Коли харчується політ повільний і маневровий, звичайно в межах 1 м від землі. Споживає фрукти і комах.